# Villanueva de la Cañada
Villanueva de la Cañada è un comune spagnolo di 11 701 abitanti situato nella comunità autonoma di Madrid, parte della comarca di Cuenca del Guadarrama.